# Sebastian Seemann
Sebastian Seemann († 29. September 1551) war Abt des Klosters St. Urban.

## Leben
Sebastian Seemann stammte aus einem Aargauer Ratsgeschlecht und wurde 1534 zum Abt gewählt. 1537 verlieh Papst Paul III. ihm und seinen Nachfolgern die Rechte infulierter Prälaten. Am 23. Januar 1541 unterstellte der Papst St. Urban seinem unmittelbaren Schutz. 1543 wurde Abt Sebastian zum Konzil von Trient eingeladen, sagte aber wegen seiner schwachen Gesundheit und der finanziellen Lage der Abtei ab. Er ist der Verfasser einer Klosterchronik und wurde wegen seiner klassischen Bildung gerühmt. Um den Erhalt der Abtei in den Wirren der Reformationszeit hat er grosse Verdienste. Er wirkte auch für die Hebung des wirtschaftlichen und religiösen Lebens in den zisterziensischen Frauenklöstern Ebersecken und Rathausen.